# Anacamptodon kamchaticus
Anacamptodon kamchaticus là một loài Rêu trong họ Fabroniaceae. Loài này được Czernjadieva mô tả khoa học đầu tiên năm 2004.